# ميخائيل أراوغو
ميخائيل أراوغو (بالإنجليزية: Michael Araujo)‏ هو لاعب كرة قدم جنوب أفريقي، ولد في 22 مايو 1968 في جنوب أفريقيا. لعب مع أتلانتا سيلفرباكس وسوبر سبورت يونايتد وغلينافون.